# Oenin
Az oenin vagy malvidin-3-O-glükozid az antociánok közé tartozó vegyület, növényi színanyag. A malvidin aglikonnak szőlőcukorral képzett glikozidja. Neve a görög oinosz ’bor’ szóra utal. A vörös szőlő, illetve a vörösbor színért felelős pigmentek közül az egyik legjelentősebb, mert a szőlő fajtájától függően az összes antocián-tartalom 50-90%-át is kiteheti.

## Az oenin tulajdonságai
Az oenin kloridionnal alkotott sója kristályos, ibolyás sötétbarna, illattalan anyag. Oldhatósága etanolban kb. 2 mg/ml. Vízben is oldódik, színe a közeg kémhatásától is függ (sav-bázis indikátor). Hőre és oxigénre érzékeny anyag: 90°C-on anthocyanon A, sziringinsav és 2,4,6-trihidroxi-benzaldehid keletkezésével bomlik. (Ez arra mutathat, hogy oenintartalmú gyümölcs, gyümölcslé oenintartalma főzésnél csökken.) Hidroxilgyökkel szembeni reaktivitásáról közvetett megfigyelés van. Vörös szőlő mintákon végzett vizsgálat szerint a szőlők kivonatának hidroxilgyökkel szembeni befogó (antioxidáns) képessége és oenintartalma között szoros, szignifikáns összefüggést találtak (R2 = 0.698, P <0.001). A minták többi antocián összetevőjére nézve ez a korreláció kevésbé volt erős.
A szőlő polifenol-oxidáz enzimje az oenint nem oxidálja, de közvetett szerepet játszik színtelen oenin-kaftársav adduktumokká való átalakulásában, ami a szín szempontjából hátrányos. Vörösborok érése során az oenin gyakran reagál flavan-3-olokkal (mint a katechin) illetve oligomereikkel. Az ekkor keletkező reakciótermékek egy része maga is színezőanyag, ilyen a vörös katechin-4,8-oenin, illetve a procianidin B2 és az oenin között is valószínűsíthető volt egy színes kondenzációs termék létrejötte, mert oenin oldatának kromatogramjában a procianidin B2 jelenlétében új, a vörös színtartományban elnyelő vegyület csúcsát azonosították. 

## Előfordulás a növényvilágban
Az oenin a bortermő szőlő (Vitis vinifera L) vörös fajtái mellett különböző áfonyafajokban (Vaccinium spp.) jellemző összetevő. Előbbiekben acilezett malvidin-3-O-glükozidok, utóbbiakban a delfinidin származékai kísérik leginkább.  Elsősorban a héjban koncentrálódik, más antociánokkal együtt; szőlőbogyóban – legtöbb esetben – az epidermisz alatti 3-4 sejtsorban. Az oenin mennyisége mind szőlőben, mind áfonyákban 500 mg/100 g nyers termés alatti tartományban, széles határok között mozog, fajtától, illetve klimatikus adottságoktól egyszerre függően. A szárazságnak való kitettség megnöveli az antociánok termelését szőlőfajták bogyóinak héjában [9]. Ezen belül az oeninnek és acilezett származékainak koncentrációnövekedése a Syrah fajtánál volt leginkább megfigyelhető, a többi fajtánál a növekmény jobban megoszlott a malvidin, cianidin, delfinidin, petunidin 3-O-glikozidjai és az oenin, illetve ennek acilezett származékai között.

### Oenintartalom vörös szőlőben
| Fajta              | Oenin mg/100 g nyers bogyó, átlag | Eredet                          | Forrás |
| Cabernet Sauvignon | 106.88 (n = 9)                    | Görögország, több termőhely     | 4      |
| Cabernet Sauvignon | 23.2 (n =6)*                      | Horvátország, Tikves            | 11     |
| Cabernet Sauvignon | 66.5 (n =3)*                      | Andalúzia, Jerez de la Frontera | 12     |
| Merlot             | 79.91 (n = 7)                     | Görögország, több termőhely     | 4      |
| Merlot             | 25.5 (n=6)                        | Horvátország, Tikves            | 11     |
| Tempranillo        | 29.2 (n=3)*                       | Andalúzia, Jerez de la Frontera | 12     |
| Syrah              | 103.45 (n =9)                     | Görögország, több termőhely     | 4      |
| Agiorgitiko        | 97.64 (n =7)                      | Görögország, több termőhely     | 4      |
| Xinomavro          | 23.86 (n= 8)                      | Görögország, több termőhely     | 4      |
| Mandilaria         | 77.88 ( n= 7)                     | Görögország, több termőhely     | 4      |
| Vranec             | 54.8 (n =6)                       | Horvátország, Tikves            | 11     |
| Jaen Tinto         | 42.5 (n=3)*                       | Andalúzia, Jerez de la Frontera | 12     |
| Palomino negro     | 50.8 (n =3)*                      | Andalúzia, Jerez de la Frontera | 12     |
| Tintilla de Rota   | 120.7 (n =3)*                     | Andalúzia, Jerez de la Frontera | 12     |

*mg/kg-ból mg/100 g-ra átszámított érték
A táblázat adataiból látható – az oenintartalom széles tartományán kívül – hogy adott fajta is nagyon eltérő koncentrációt produkálhat eltérő évben és termőhelyen; a görögországi és a tikvesi Cabernet Sauvignon minták között kb hatszoros a különbség az oenintartalomban. Másfelől, feltűnő a fajtától való függés: ugyanazon körülmények között a Tempranillo fajta oenintartalma 29,2 mg/100 g, a Tintilla de Rota ennek kb. a négyszeresét produkálta.

### Oenintartalom egyes áfonyafajokban
Keskenylevelű áfonya (Vaccinium angustifolium Ait) 9 termesztett fajtájának ill. egy vadontermő állományának 1-1 mintáját vizsgálva, 11,48- 40,42 mg oenin/100 g nyers gyümölcs közötti mennyiségeket találtak.  A széles körben termesztett fürtös áfonya (Vaccinium corymbosum) tíz különböző kultivárjának egy észak-karolinai felmérésében 3,6-81,0 mg oenin /100 g nyers gyümölcs oenintartalom volt kimutatható, a legnagyobb értéket az O’Neal fajta adta.

## Az oenin jelenléte vörösborokban

### Szabad oenin
Elsősorban az erjedő mustban és a fiatal vörösborokban található. Mennyisége a mustban egy átmeneti maximumot ér el, utána az erjedés kb. fél évében, majd a bor érésének folyamán fokozatosan csökken, bomlás, kicsapódás, kondenzációs reakciók miatt.
Tikves régióbeli Merlot szőlőből nyert must erjedésének folyamán az oenin mennyisége a következő módon alakult: 1. nap 37,9 mg/l, 2. nap 224,4 mg/l, 3. nap 291 mg/l, 4. nap 237 mg/l, 5. nap 179,2 mg/l, 10. nap 169 mg/l, 180. nap (újbor) 98,6 mg/l. A szabad oenin a fiatal vörösborban vörös-lilás színt ad; ennek erősségét a pH határozza meg (savas irányba tolódva élénkebb a vörös szín), valamint a bor kéndioxid-tartalma, mert a biszulfition az antociánokkal színtelen vegyületet képez.

### Kopigmentáció
Ez a folyamat erősíti, stabilizálja az oenin színező hatását. Az oenin – mint az antociánok általában – oldott állapotában többféle egyensúlyi formában van jelen. A borban uralkodó 3,2-4,0 pH értékeknél megtalálható a vörös színt adó flavíliumion forma (10-25%) az ibolyaszínű kinoidális, illetve a sárga színt adó Z-és E-kalkon forma is, de a víz addíciójával keletkező, színtelen karbinol pszeudobázis forma mennyisége jelentősebb, 35-45% körüli.
A kopigmentáció során az oenin flavíliumion formája van der Waals-erők által egybentartott komplexeket képez más molekulákkal. Ez a folyamat verseng a flavíliumion vízaddíciójával, így a színtelen forma képződését gátolja. A keletkezett komplexet tartalmazó oldat színe a szabad oenint tartalmazóhoz képest erősödik (hiperkrómia), illetve kismértékű vöröseltolódás lesz benne megfigyelhető. Az oeninnel a pH 3,5 körüli tartományban hatékonyan kopigmentálódik a sziringinsav, a katechin, az epigallokatechin és az epigallokatechin-gallát. Kiemelkedően hatékonynak figyelték meg továbbá a kopigmentációt az oenin és ennek egy színtelen reakcióterméke, az oenin-(O)-katechin között. Az oeninnel jól kopigmentálódó flavan-3-ol származékok molekulái az oenin C gyűrűjével egy síkba tudnak rendeződni, az aromás rendszerek közötti π-stacking kölcsönhatást téve lehetővé, „szendvics” szerkezeteket hozva létre.  
A kopigmentációnak speciális esete, amikor az oenin flavíliumion formája valamely másik egyensúlyi formával képez komplexet és ez stabilizálja színét: az oeninnél a flavíliumion és a Z-kalkon forma között figyeltek meg ilyen folyamatot.

## Az oenin felszívódása az ember szervezetében
Klinikai kutatások alapján vörösbor, alkoholmentesített vörösbor, illetve vörös szőlőlé fogyasztását követően az oenin – a vörösborok más polifenoljaival, pl. a katechinnel ellentétben – változatlan formában mutatható ki a vérplazmából és a vizeletből, nincs jele cukorra és aglikonra bomlásának, vagy szulfát-, glükuronát konjugátumai megjelenésének; felszívódása nem hatékony.